# ジキル博士とハイド氏 (ラジオドラマ)
『ジキル博士とハイド氏』（Dr. Jekyll and Mr. Hyde）は、スティーブンソンによって執筆された小説『ジキル博士とハイド氏』に基づいて作られた英語ラジオドラマである。1932年に最初に放送され全52話あるが、小説と違うところは多い。

## 登場人物
ヘンリー・ジキル （Henry Jekyll）
このラジオドラマの主な人物。亡くなったハリオット博士から「特殊な薬」の研究を引き継いだ。「特殊な薬」を飲み次第、完全に邪悪なハイド氏に変身する。だが時が流れるにつれ、ハイドがジキルの主人格として行動するようになる。ハイド氏に変身して幼馴染であるマーガレットとの結婚の邪魔をしている彼女の父親を殺害した。しかしその殺人事件をきっかけに、ハイドが指名手配犯となった。最終話に自暴自棄になったジキルは自分の研究室を警察に囲まれて、遺書を記したのちに青酸カリを飲んで自決した。
ハイド （Hyde）
ジキルと同一人物であり、ジキルの邪悪な性格が薬の効能によって分離したことにより生まれた。
マークハム　（Markham）
ジキルの高校時代の同級生。ジキルに誘われて、学校の近くの村の二人の女性を中心にする悪質な事件に巻き込まれてしまった。彼自身は見つかって退学されたが、ジキルは捕まる前に逃げ出した。校舎にある高い建物でジキルに向かって彼が自身と共犯であるとして校長に告発しようとしたが、ジキルにおどされて窓から転落死した。
アターソン（Utterson）
イギリスで有名な弁護士でマグレットの父親。ジキルに疑いを持って自分の娘を彼との結婚に反対している。怒り狂ったハイド氏に殺害され、それがイギリス中に報道された。
マーガレット・アターソン（Margaret Utterson）
弁護士アターソンの娘でジキルの幼馴染。
ヘティ・ウィルソン（Hetty Wilson）
高校時代のジキルのある悪質な事件の女性の一人。事件後、ジキルにロンドンへ行かされたが、ジキルが約束したお金も手紙ももらわず、売春するようになったらしい。ロンドンで犯罪をして逮捕された。刑務所でさらに窃盗に巻き込まれて禁固の時間が長くされて脱獄した。その後ハイド氏に苦しめられたり警察に追いこまれたり上で自殺した。